# Adamsville (Tennessee)
Pour les articles homonymes, voir Adamsville.
Adamsville est une municipalité américaine située dans le comté de Hardin au Tennessee.
Selon le recensement de 2010, sa population est de 2 207 habitants. La municipalité s'étend sur 6,91 milles carrés (17,9 km2), dont 0,05 milles carrés (0,13 km2) d'étendues d'eau. Une petite partie d'Adamsville est située dans le comté de McNairy : un territoire de 0,37 milles carrés (0,96 km2) comptant 47 habitants.
Adamsville devient une municipalité en 1870. Elle doit son nom à George Adams, qui y possédait un commerce et servait comme receveur des postes.